# Інститут сонячно-земної фізики Сибірського відділення РАН
Інститут Сонячно-земної фізики Сибірського відділення РАН — науковий центр Сибірського відділення Російської академії наук. Розташований в Іркутську.

## Директори
- В. Є. Степанов (1964—1978)
- Н. М. Єрофєєв (1978—1982)
- Г. О. Жеребцов[ru] (1982—2010; до 1984 — в. о. директора)[2]
- О. П. Потєхін[ru] (2010—2016)[3]
- О. В. Медведєв[ru] (з 2016; до 2018 — в. о. директора)

## Історія
У 1960 році на базі найстарішої в Сибіру магнітної обсерваторії (Іркутська Миколаївська геофізична обсерваторія), створеної в 1886 році, був заснований Сибірський інститут земного магнетизму, іоносфери та поширення радіохвиль Сибірського відділення Академії наук СРСР. 11 лютого 1992 року його було перейменовано на Інститут сонячно-земної фізики.

## Структура

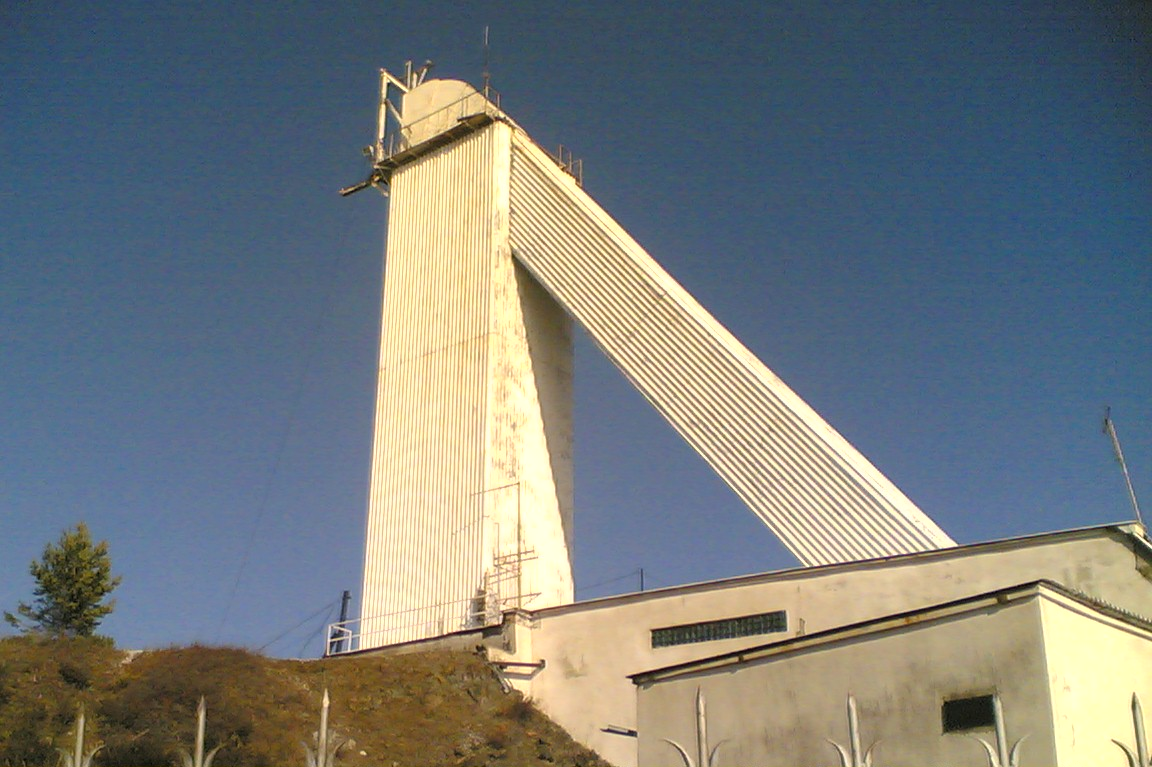
Великий сонячний вакуумний телескоп Байкальської астрофізичної обсерваторії

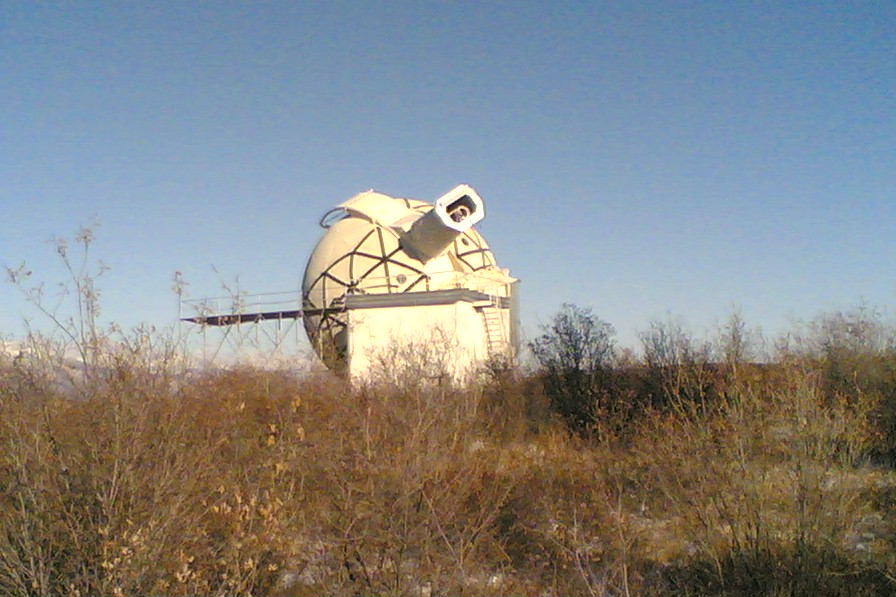
Позазатмінний сонячний коронограф Саянської обсерваторії

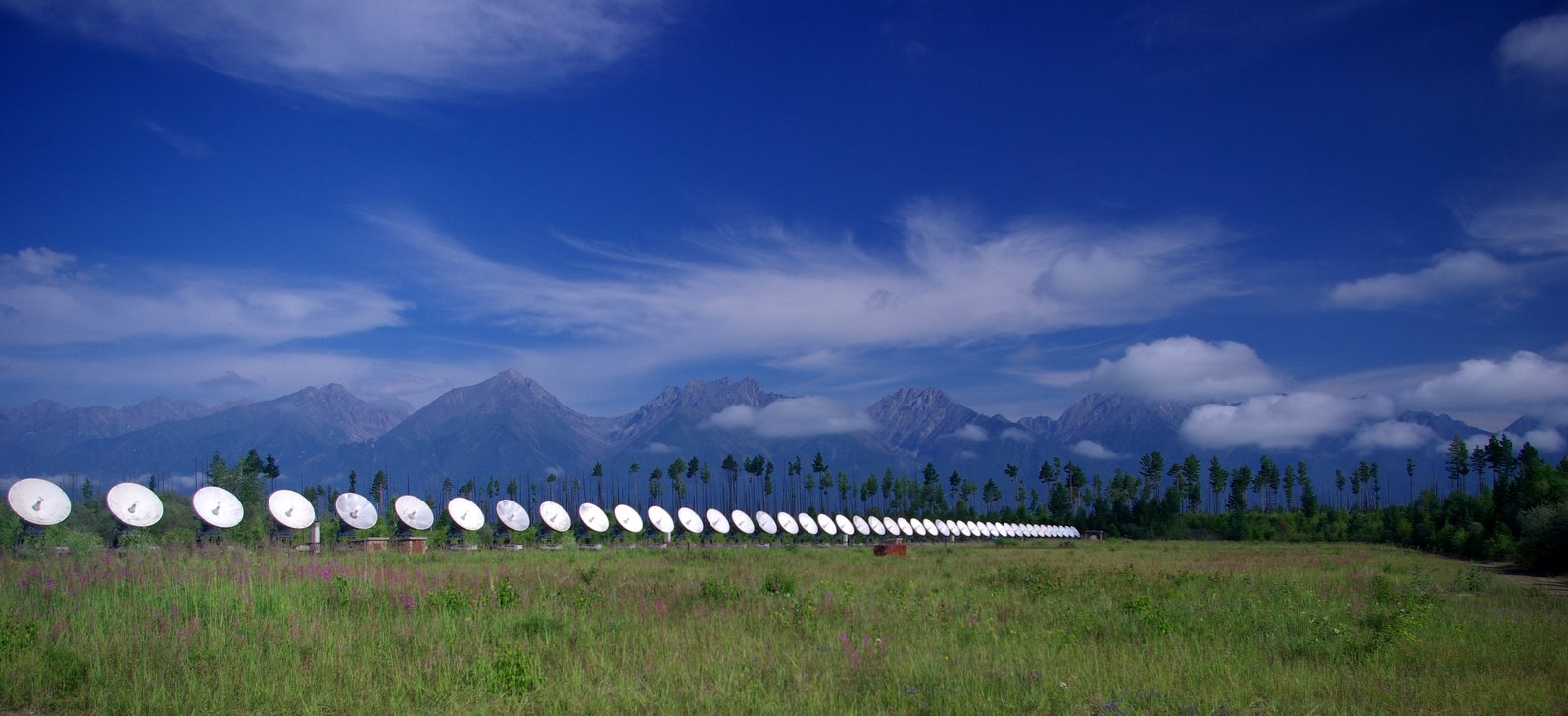
Сибірський сонячний радіотелескоп Радіоастрофізичної обсерваторії

До складу інституту входять відділ фізики навколоземного космічного простору та відділ фізики Сонця.
Кожен із відділів, у свою чергу, складається з кількох лабораторій, а також містить астрономічні або геофізичні обсерваторії:
- Байкальська астрофізична обсерваторія, сел. Листвянка, Іркутська область;
- Саянська сонячна обсерваторія[ru], сел. Монди, Тункінський район, Бурятія;
- Радіофізична обсерваторія «Бадари», урочище Бадари, Тункінський район, Бурятія;
- Байкальська магнітотелурічна обсерваторія, сел. Узури[ru], о. Ольхон;
- Mагнітна обсерваторія, сел. Листвянка, Іркутська область;
- Норильська комплексна магнітно-іоносферна станція[6], м. Норильськ;
- Геофізична обсерваторія, с. Тори, Тункінський район, Бурятія;
- Обсерваторія радіофізичної діагностики атмосфери (на базі системи радіолокації «Дніпро»), селище Мішельовка[ru], Іркутська область;
- Саянський спектрографічний комплекс космічних променів.

До складу інституту входить також музей цікавої науки Експериментарій.

## Основні напрями робіт
- фізика Сонця, міжпланетного середовища, навколоземного космічного простору, іоносфери та атмосфери
- вивчення сонячно-земних зв'язків
- розвиток методів та апаратури досліджень у галузі астрофізики та геофізики
- природа та динаміка сонячних магнітних полів
- сонячні спалахи та інші активні утворення на Сонці
- сонячний вітер та космічні промені
- магнітосфера Землі та планет
- електромагнітне поле Землі
- іоносфера
- верхня атмосфера
- іоносферне поширення радіохвиль